# Musotima suffusalis
Musotima suffusalis là một loài bướm đêm trong họ Crambidae.